# Laika (platenlabel)
Laika is een onafhankelijk Duits platenlabel, dat zich gespecialiseerd heeft in jazz, wereldmuziek,  folk en klassiek. Het label is gevestigd in Bremen en heeft meer dan 260 releases op zijn naam staan, de meeste jazz-platen.
Het label werd in 1989 opgericht door de gitarist Ulli Bögershausen, naast een gelijknamige muziekuitgeverij. In 1996 deed hij beide over aan Peter Cronemeyer om zich op zijn muziek te kunnen concentreren. Door Laika uitgebrachte musici zijn onder meer Benny Bailey, Ernie Watts, Brazz Brothers, Ed Kröger, Reinhold Westerheide, Deborah Henson-Conant,  Wayne Darling, Silvia Droste, Frank Wunsch met Lee Konitz, en Christof Sänger.